# Пактика
Пакти́ка (пушту ‎и дари پکتیکا — Paktikā) — одна из тридцати четырёх провинций Афганистана. Находится на юго-востоке страны, граничит с Пакистаном. Административный центр — город Шарана. Территория — 19 482 км² с населением 393 800 чел. (2009).

## Административное деление
В его состав входят 19 районов:
- Бармал
- Вазахва
- Вормамай
- Гаян
- Гомаль
- Дила
- Джанихел
- Матахан
- Ника
- Омна
- Сар Ганза
- Сароби
- Терва
- Ургун
- Шаран
- Заргун Шар
- Зирук
- Юсуфхель
- Яхияхель